# Bałoczky
Bałoczky (ukr. Балочки) – wieś na Ukrainie, w obwodzie zaporoskim, w rejonie połohowskim, w hromadzie Fedoriwka. W 2001 liczyła 443 mieszkańców, spośród których 409 wskazało jako ojczysty język ukraiński, a 34 rosyjski.